# M4-WAC-47
De M4-WAC-47 is een aanvalsgeweer ontworpen door het Oekraïense bedrijf UkrOboronProm en het Amerikaanse bedrijf Aeroscraft (een afdeling van Worldwide Aeros Corporation). Het wapen is getest door verschillende onderdelen van het Oekraïense Leger. De testperiode kwam volgens schattingen tot zijn einde in april 2018.